# Agnatisk tronfølge
|  | Dublet Denne artikel handler om det samme som Agnatisk arvefølge. (Diskutér artiklen) |

Agnatisk tronfølge betegner mandlig arveret til tronen – modsat kognatisk tronfølge, hvor begge køn kan arve. Ordet kommer af agnat – en mandlig slægtning.
Danmark havde indført agnatisk tronfølge i 1853. Derfor skulle der en grundlovsændring til for at prinsesse Margrethe (senere dronning Margrethe 2.) i 1953 kunne udnævnes til tronfølger.
| Familie | Spire Denne artikel om familie og parforhold er en spire som bør udbygges. Du er velkommen til at hjælpe Wikipedia ved at udvide den. |